# Штаб-сержант

Нарукавный знак штаб-сержанта
(сухопутные войска США)

Нарукавный знак штаб-сержанта
(морская пехота США)

Нарукавный знак штаб-сержанта
(воздушные силы США)

Штаб-сержа́нт (англ. Staff Sergeant, аббревиатура — SSG/SSgt) — воинское звание сержантского состава вооружённых сил США, а также некоторых других стран.
Эквивалентные звания в НАТО обозначаются кодом OR-6.

### США
| Класс             | E-9                        | E-9                    | E-9            | E-8            | E-8             | E-7                    | E-6            | E-5      |
| Код НАТО          | OR-9                       | OR-9                   | OR-9           | OR-8           | OR-8            | OR-7                   | OR-6           | OR-5     |
| Шеврон            |                            |                        |                |                |                 |                        |                |          |
| Звание            | Sergeant Major of the Army | Command Sergeant Major | Sergeant Major | First Sergeant | Master Sergeant | Sergeant First Class   | Staff Sergeant | Sergeant |
| Аббревиатура      | SMA                        | CSM                    | SGM            | 1SG            | MSG             | SFC                    | SSG            | SGT      |
| Звание на русском | сержант-майор армии        | команд-сержант-майор   | сержант-майор  | первый сержант | мастер-сержант  | сержант первого класса | штаб-сержант   | сержант  |

В Армии и Морской Пехоте вооружённых сил США это звание занимает шестую ступень воинской иерархии. Находится выше звания сержанта и ниже звания сержанта первого класса.
В Военно-воздушных силах США вооружённых сил США это звание занимает пятую ступень воинской иерархии. Находится выше звания старшего рядового авиации (Senior Airman, SrA) и ниже звания техник-сержант (Technical Sergeant, TSgt).
Звание штаб-сержанта в вооружённых силах США (а также техник-сержанта (переименованного в сержанта первого класса в 1948 году) и мастер-сержанта) были созданы Конгрессом после Первой мировой войны.

### Украина

звание штаб-сержанта в ВСУ

В Вооружённых силах Украины звание было введено в 2019 году. Званию штаб-сержанта соответствует должность главного старшины батальона.
В Вооружённых силах Украины звание штаб-сержанта заменило звание прапорщика, а в Военно-морских силах соответствующее ему звание штаб-старшина заменило звание мичмана. 